# Gunter Stemmler
Gunter Stemmler (* 1960) ist ein deutscher Historiker, Leitender Magistratsdirektor in Frankfurt am Main und leitet dort die Koordinierungsstelle für die Verwaltungsreform.

## Leben
Gunter Stemmler schloss das Studium der Geschichte an der Leibniz Universität Hannover mit dem Magister Artium ab und war studentische Hilfskraft bei Brigide Schwarz und Otto Gerhard Oexle. Von 1987 bis 1992 war Stemmler an der Justus-Liebig-Universität Gießen wissenschaftlicher Mitarbeiter am geschichtsdidaktischen Lehrstuhl. Er promovierte 2001 an der Goethe-Universität Frankfurt mit der Arbeit Die Amtskette des Bürgermeisters. Ihre Geschichte sowie ihre historische Einordnung in Deutschland zum Dr. phil. (Doktorvater: Lothar Gall, Zweitgutachter: Johannes Fried). 2017 promovierte Gunter Stemmler mit der Arbeit Zum Geschichtsbild der Bundesrepublik Deutschland im Jubiläumsjahr 1989. Eine quantitativ-qualitative Analyse dokumentarischer Fernsehsendungen unter geschichtsdidaktischer Perspektive zum Dr. paed. bei Gerhard Fritz und dem Zweitgutachter Frank Meier.
Von 1994 bis 2002 war Stemmler persönlicher Referent von drei Stadtverordnetenvorstehern der Stadt Frankfurt. 2002 wurde er Referent und stellvertretenden Büroleiter der Frankfurter Oberbürgermeisterin Petra Roth. 2010 wechselte Petra Roth nach einem Streit sowohl ihren Büroleiter Peter Heine als auch dessen Stellvertreter Gunter Stemmler aus. Während jener in den Ruhestand ging, musste dieser auf eine andere Stelle in der Stadtverwaltung wechseln. Stemmlers Bewerbung um die Leitung des  Museums für Angewandte Kunst scheiterte. Seit 2014 leitet er die Koordinierungsstelle für die Verwaltungsreform.
Gunter Stemmler ist Verfasser zahlreicher Publikationen. Er forscht und publiziert zur Geschichte des Methodismus, zur Geschichte im Fernsehen, zu kommunalen und universitären Ehrungen der Moderne und zu Frankfurter NS-Politikern. Die Hinweise Stemmlers waren schließlich der Auslöser für den Namenswechsel der August-Jaspert-Grundschule im Frankfurter Stadtteil Bonames.

## Schriften
- Eine Kirche in Bewegung. Die Beschöfliche Methodistenkirche im Deutschen Reich während der Weimarer Republik, Stuttgart: Christliches Verlagshaus 1987.
- Plastikleben. Ersatz befriedigt nicht, Stuttgart: Christliches Verlagshaus 1990.
- Klarer Kopf trotz matter Scheibe. Tips zum sinnvollen Umgang mit den Medien, Gießen 1998.
- Die Amtskette des Bürgermeisters. Ihre Geschichte sowie ihre historische Einordnung in Deutschland, Frankfurt: Peter Lang GmbH 2001.
- Ehre, wem Ehre gebührt: ein Erinnern an Ehrenbürger und Ehrensenatoren, Univ. Frankfurt, Campusservice 2009.
- Englische Parlamentsromane als realistische Einblicke in die Begriffswelt der Politiker, in: Schmitt, Peter A. / Lee-Jahnke, Hannelore (Hrsg.), Lebende Sprachen. Zeitschrift für interlinguale und interkulturelle Kommunikation, Band 55, Heft 1, Berlin: De Gruyter 2010, Seiten 50–53.
- Die Vermessung der Ehre: Zur Geschichte der Ehrenbürger, Ehrensenatoren sowie Ehrenmitglieder an deutschen Hochschulen und an der Universität Frankfurt am Main, Frankfurt: Peter Lang GmbH, Internationaler Verlag der Wissenschaften 2013.
- Die Schirmherrin: Zur Geschichte der Schirmfrau, Berlin: Maecenata Institut für Philanthropie und Zivilgesellschaft 2016.
- Schuld und Ehrung. Die Kommunalpolitiker Rudolf Keller und Friedrich Lehmann zwischen 1933 und 1960 – ein Beitrag zur NS-Geschichte in Frankfurt am Main, Frankfurt am Main 2017.
- Zum Geschichtsbild der Bundesrepublik Deutschland im Jubiläumsjahr 1989. Eine quantitativ-qualitative Analyse dokumentarischer Fernsehsendungen unter geschichtsdidaktischer Perspektive, Dissertation, Schwäbisch Gmünd 2017.